# 有苏氏
有苏氏，夏、商、周时期古老的诸侯国，國君為己姓其地约在今河南省武陟县东。据《左传》记载，帝辛发兵征服了有苏氏，有苏氏献出牛羊、马匹、美女，还有自己的女儿妲己。妲己被认为是中国歷史上最有名的坏女人之一。有苏氏被认为是后世苏姓之始祖。

## 腳註
1. ↑  . . 殷辛伐有蘇，有蘇氏以妲己女焉，妲己有寵，于是乎與膠鬲比而亡殷
2. ↑  王符. . . 初，紂有蘇氏以妲己女而亡殷。